# Непряха
Непря́ха (рос. Непряха) — присілок в Сарапульському районі Удмуртії, Росія.
Урбаноніми:
- вулиці — Дальня, Дачна, Ентузіастів, Зарічна, Лісова, Лучна, Нафтовиків, Нова, Садова, Сонячна, Ставкова

## Населення
Населення становить 166 осіб (2010, 151 у 2002).
Національний склад (2002):
- росіяни — 82 %